# Penicillium calidicanium
Penicillium calidicanium är en svampart som beskrevs av J.L. Chen 2002. Penicillium calidicanium ingår i släktet Penicillium och familjen Trichocomaceae.   Inga underarter finns listade i Catalogue of Life.